# Gefährliches Blut
Gefährliches Blut (Originaltitel: The Lawless Breed) ist ein US-amerikanischer Western von Regisseur Raoul Walsh aus dem Jahr 1953. Das Drehbuch von Bernard Gordon entstand nach der von William Alland bearbeiteten Autobiografie von John Wesley Hardin. Seine Premiere feierte der Film am 3. Januar 1953 in den USA. In die deutschen Kinos kam er am 10. September 1953.

## Handlung
Nach dem Sezessionskrieg lebt der junge Weslin Hardin zusammen mit seinem Vater, einem strengen Prediger, seinem im Krieg verwundeten Bruder Joe und seiner Geliebten Jane auf der gemeinsamen Ranch. Nach ständigen Streitereien mit seinem Vater will der junge Mann Geld verdienen, um Jane zu heiraten und eine eigene Farm kaufen. Bei einem Pokerspiel entlarvt Hardin ein Falschspiel von Gus Hanley, als dieser seine Waffe zieht wird er von Weslin erschossen. Die Barfrau Rosie verhilft Weslin zur Flucht vor den patrouillierenden Truppen der Unionsarmee. Einen Unterschlupf findet Weslin bei seinem Onkel, der den Flüchtigen auf einen Rindertreck nach Abilene mitnimmt. Hier wird Hardin bereits von den Brüdern des Falschspielers erwartet. Das unausweichliche Duell auf offener Straße mit Dirk Hanley kann Hardin für sich entscheiden. Mit dem frisch geschneiderten Hochzeitskleid verlässt Weslin nach einem Ultimatum von Marshal Bill Hickok die Stadt. Der alte Hardin weigert sich, seinen Sohn und Jane zu trauen, solange der Verdacht des Mordes gegen ihn besteht. Nach Rücksprache mit einem Anwalt sichert Weslin zu, sich direkt nach der Hochzeit zu stellen. Ike Hanley gelingt es den Sheriff zu überreden, Weslin noch vor der Hochzeit zu verhaften. Als sich Weslin im Saloon seinen Gewinn aus einem Pferderennen auszahlen will stellt ihn der Sheriff. Weslin verweist auf die vereinbarte Frist und verlässt die Lokalität. Als der Sheriff hinterrücks auf ihn schießt, tötet Hardin ihn in Notwehr und flüchtet nach Hause. Am Abend versucht der Regierungsbeamte Jenkins den mutmaßlichen Mörder zu verhaften. Es kommt zu einer wilden Schießerei in deren Verlauf Weslin ein zweites Mal angeschossen und Jane getötet wird. Dank der Hilfe Rosies überlebt Weslin die schweren Verletzungen.
Hardin gelingt es, mit Rosie, mit er mittlerweile zusammen ist unterzutauchen. Zwischenzeitlich werden ihm diverse Verbrechen zugeschrieben, welche er nicht begangen hat. Nach fünf Jahren kann er in Kansas City nur knapp einer Gruppe Texas Rangers entkommen. Es gelingt dem Paar unter falscher Identität eine Farm in Alabama zu kaufen und unbehelligt zu leben. Erst als Rosie schwanger wird und dem alten Harding einen Brief schreibt, lenkt sie die Aufmerksamkeit der Texas Ranger erneut auf ihren Mann. Auf dem Bahnhof wird Weslin verhaftet und vom Gericht aufgrund fehlender Beweise lediglich zu 25 Jahren Gefängnis verurteilt. Nach 16 Jahren wird Harding begnadigt. Seine in der Haft geschriebene Autobiografie bietet er direkt nach seiner Freilassung einer Zeitung zur Veröffentlichung an. Zu Hause auf der Ranch lernt er seinen Sohn John kennen. Als ihm dieser stolz Kunststücke mit Weslins altem Revolver vorführt, überkommen dem Vater die Erinnerungen und er schlägt seinen Sohn nieder. Wütend reitet der enttäuschte Sohn in die Stadt, um sich im Saloon zu betrinken. Dort gerät er in einen Streit. Weslin erscheint rechtzeitig, um John daran zu hindern die Waffe zu ziehen. Er selber wird von Johns Gegner beim Verlassen des Saloons angeschossen. Erneut versorgt Rosie ihren verletzten Mann, der John von der Gefährlichkeit der Waffen überzeugt hat.

## Rezeption
Der Filmdienst beschrieb den Film als  „Idealisierte Biografie...die ihre moralische Absicht deutlich betont, jedoch ganz an der Oberfläche der Probleme bleibt.“

## Synchronisation
Die deutsche Synchronisation fand 1953 bei der Ultra-Film in Berlin statt.
| Rolle                | Schauspieler    | Synchronsprecher     |
| -------------------- | --------------- | -------------------- |
| John Wesley Hardin   | Rock Hudson     | Axel Monjé           |
| Barkeeper Marv       | Dick Wessel     | Hans Emons           |
| Ben Hanley           | Glenn Strange   | Reinhard Kolldehoff  |
| Chick Noonan         | Tom Fadden      | Carl-Heinz Carell    |
| Dirk Hanley          | Lee Van Cleef   | Manfred Meurer       |
| Ike Hanley           | Hugh O’Brian    | Ralph Lothar         |
| J. Edward Johnson    | Edward Earle    | Robert Klupp         |
| J.G. Hardin          | John McIntire   | Walter Werner        |
| Jane Brown           | Mary Castle     | Charlotte Radspieler |
| Jim Clements         | Dennis Weaver   | Claus Holm           |
| Joe Clements         | Richard Garland | Wolfgang Preiss      |
| Joe Hardin           | William Pullen  | Heinz Giese          |
| John Clements        | John McIntire   | Eduard Wandrey       |
| John Hardin jr.      | Race Gentry     | Wolfgang Draeger     |
| Parson Potts         | George Taylor   | Herbert Weißbach     |
| Richter              | Alden Chase     | Hans Wiegner         |
| Rosie                | Julie Adams     | Tilly Lauenstein     |
| Sheriff Charlie Webb | George Eldredge | Franz Nicklisch      |
| Bill Hickok          | Robert Anderson | Wolf Martini         |
| Zeke Jenkins         | Forrest Lewis   | Clemens Hasse        |